# Список пенитенциарных учреждений Беларуси

Список пенитенциарных учреждений Беларуси составлен по материалам сайта Департамента исполнения наказаний МВД Республики Беларусь. В списке представлены исправительные колонии (ИК), исправительные колонии-поселения (ИКП), следственные изоляторы (СИЗО), тюрьмы, лечебно-трудовые профилактории (ЛТП). Собственный следственный изолятор, расположенный в Минске, имеется у КГБ.
Больше всего исправительных колоний находится в Витебской и Могилёвской областях (по 5), меньше всего — в Минской области (1). Лечебно-трудовых профилакториев больше всего в Витебской и Могилёвской областях (по 2), в Брестской области они отсутствуют.
В 2014 году в 28 местах лишения свободы содержалось 29 776 заключённых, в том числе 22 859 в исправительных колониях для взрослых (20 674 мужчины и 2185 женщин), 170 в воспитательной колонии для несовершеннолетних, 589 в тюрьмах, 6158 в СИЗО.
В конце 2018 года заработал сервис, который позволяет отправлять письма заключенным через сеть Интернет.

## Список
| Название                                                     | Область     | Месторасположение             | Режим и примечания |
| ------------------------------------------------------------ | ----------- | ----------------------------- | --- |
| Исправительная колония № 1                                   | Витебская   | Новополоцк                    | Мужская колония общего и усиленного режимов содержания; создана в 2017 году на базе ЛТП-8(Чёрная зона)                                       |
| Исправительная колония № 2                                   | Могилёвская | Бобруйск                      | Мужская колония общего и усиленного режимов содержания                                                                                       |
| Исправительная колония № 3                                   | Витебская   | Витьба (Витебский район)      | Мужская колония общего и усиленного режимов содержания                                                                                       |
| Исправительная колония № 4                                   | Гомельская  | Гомель                        | Женская колония общего и усиленного режимов содержания                                                                                       |
| Исправительная колония № 5                                   | Брестская   | Ивацевичи                     | Мужская колония строгого режима |
| Исправительная колония № 8                                   | Витебская   | Орша                          | Мужская колония строгого режима |
| Исправительная колония № 9                                   | Могилёвская | Горки                         | Мужская колония строгого режима |
| Исправительная колония № 11                                  | Гродненская | Волковыск                     | Мужская колония строгого режима |
| Исправительная колония № 12                                  | Витебская   | Орша                          | Мужская колония. Специализируется на содержании и лечении осуждённых, больных активной формой туберкулёза                                    |
| Исправительная колония № 13                                  | Витебская   | Глубокое                      | Мужская колония особого режима. Также является профильной колонией строгого режима для осужденных за незаконный оборот наркотических средств |
| Исправительная колония № 14                                  | Минская     | Новосады (Борисовский район)  | Мужская колония строгого режима |
| Исправительная колония № 15                                  | Могилёвская | Вейно (Могилёвский район)     | Мужская колония общего и усиленного режимов содержания                                                                                       |
| Исправительная колония-поселение № 16                        | Могилёвская | Горки                         | Большинство отбывающих наказание — виновники ДТП со смертельным исходом                                                                      |
| Исправительная колония № 17                                  | Могилёвская | Шклов                         | Мужская колония общего и усиленного режимов содержания                                                                                       |
| Исправительная колония № 20                                  | Гомельская  | Мозырь                        | Мужская колония строгого режима |
| Исправительная колония-поселение № 21                        | Гомельская  | Шубино (Ветковский район)     | Отбывают наказание мужчины и женщины |
| Исправительная колония № 22 («Волчьи норы»)                  | Брестская   | Доманово (Ивацевичский район) | Отбывают наказание преимущественно осуждённые за хранение и распространение наркотиков; создана на базе сооружений дисциплинарного батальона |
| Исправительная колония № 24                                  | Гомельская  | Заречье (Речицкий район)      | Женская колония строгого режима; создана на базе военного городка ракетной части                                                             |
| Исправительная колония-поселение № 26                        | Гродненская | Гезгалы (Дятловский район)    | Создана на базе расформированного военного городка 376-го ракетного полка                                                                    |
| Тюрьма № 1                                                   | Гродненская | Гродно                        | |
| Тюрьма № 4                                                   | Могилёвская | Могилёв                       | |
| Тюрьма № 8                                                   | Минская     | Жодино                        | |
| Следственный изолятор № 1 («Володарка», «Пищаловский замок») | Минская     | Минск                         | |
| Следственный изолятор № 2                                    | Витебская   | Витебск                       | |
| Следственный изолятор № 3                                    | Гомельская  | Гомель                        | |
| Следственный изолятор № 5                                    | Могилёвская | Бобруйск                      | |
| Следственный изолятор № 6                                    | Брестская   | Барановичи                    | |
| Следственный изолятор № 7                                    | Брестская   | Брест                         | |
| Лечебно-трудовой профилакторий № 1                           | Гомельская  | Светлогорск                   | |
| Лечебно-трудовой профилакторий № 2                           | Могилёвская | Староселье (Горецкий район)   | Женский ЛТП |
| Лечебно-трудовой профилакторий № 3                           | Минская     | Павловка (Слуцкий район)      | В 2009 году преобразован из мужского в женский ЛТП                                                                                           |
| Лечебно-трудовой профилакторий № 4                           | Витебская   | Витебск                       | |
| Лечебно-трудовой профилакторий № 5                           | Гродненская | Новогрудок                    | |
| Лечебно-трудовой профилакторий № 6                           | Минская     | Дзержинск                     | |
| Лечебно-трудовой профилакторий № 7                           | Могилёвская | Могилёв                       | Создан на базе расформированной ИК-19 |
| Лечебно-трудовой профилакторий № 8                           | Витебская   | Новополоцк                    | Создан на базе расформированной ИК-10, в 2017 году на его базе создана ИК-1                                                                  |
| Лечебно-трудовой профилакторий № 9                           | Витебская   | Витебск                       | Женский ЛТП |